# Flipped
Flipped (chino tradicional: 喜欢你时风好甜, pinyin: Xi Huan Ni Shi Feng Hao Tian), es una serie web china transmitida del 24 de diciembre del 2018 hasta el 21 de enero del 2019 a través de Youku.

## Sinopsis
Qi Xun es el frío CEO de una empresa de construcción que tiene la habilidad de teletransportarse siempre que ve una imagen de su destino. Pero ese superpoder trae consigo un efecto secundario: cada vez que lo usa, sufre un insoportable dolor de cabeza.
Por otro lado Feng Shuang Shuang es una joven pintora rebelde debido a la estricta educación de su padre. Después de huir de su casa, conoce a Qi Xun. Cuando Qi Xun cree que Huan Huan es la única persona que puede curarlo comienza a acercarse a ella, pero durante el proceso ambos terminan enamorándose.

## Reparto

### Personajes principales
| Actor      | Personaje          | Nº de episodios | Notas |
| ---------- | ------------------ | --------------- | --- |
| Gao Han Yu | Qi Xun             | 24              | Es un joven abrumadoramente talentoso, frío y extremadamente sensible con habilidades excepcionales. Cuando conoce a Shuang Shuang comienza a enamorarse de ella. |
| Chen Yu Mi | Feng Shuang Shuang | 24              | Es una joven pintora rebelde, que luego de conocer a Qi Xun comienza a enamorarse de él.                                                                          |

### Personajes secundarios
| Actor               | Personaje      | Nº de episodios | Notas |
| ------------------- | -------------- | --------------- | --- |
| Gu Lan Di           | Kun Lan        | 24              | Amigo de la infancia de Shuang Shuang, su habilidad es proteger al curandero, hereda esta habilidad después de que su abuelo no pudiera proteger y salvar al sanador anterior. |
| Sun Ke Jie          | Shi Lang       | 24              | Amigo de Qi Xun, conoce a habilidad de él y de Qi Tan, a la cual aprecia enormemente y ayuda a encontrar al sanador.                                                           |
| Zhu Wen Chao        | He Zheng Chang | -               | Persona ordinaria con una enfermedad hereditaria, con sed de venganza ya que su hermano murió porque Xun Xue no lo sanó.                                                       |
| Lin Yu Rou          | Qi Tian        | 24              | Joven ingenua y delicada de salud, su habilidad es ver el futuro, sin embargo esta misma le provoca deterioramiento en su salud, provocando desvanecimientos.                  |
| Miao Zi Jie         | Feng Yun       | 24              | Padre de Shuang Shuang, es demasiado protector con su hija después de perder a su esposa Xun Xue. Le esconde el secreto a su hija de las habilidad que ella posee.             |
| Jenna Wang          | Du Wan Tian    | -               | Mano derecha de Qi Xun en su empresa, desde la universidad esta enamorada de él, pero sus sentimientos no son correspondidos.                                                  |
| Zhang Jin           | Meng Tao       | -               | |
| Dara Han Shengsheng | Shen Tong      | -               | |
| Dong Xiao Bai       | -              | -               | |

### Otros personajes
| Actor        | Personaje   | Nº de episodios | Notas |
| ------------ | ----------- | --------------- | ----- |
| Zhang Yang   | Bai Fang    | -               |       |
| Yao Mi       | Jian Bai    | -               |       |
| Dong Xiaobai | Mi Lianlu   | -               |       |
| Fang Ni      | Si Si       | -               |       |
| An Weiling   | Xun Xue     | -               |       |
| Luo Jie      | Xu Yiming   | -               |       |
| Sun Jiakai   | Qin Ran     | -               |       |
| Guo Dianjia  | Xiao Qixun  | -               |       |
| Fang Xin     | Wang Zhazha | -               |       |
| Meng Ziyan   | Hu Shi      | -               |       |

## Episodios
La serie estuvo conformada por 24 episodios, los cuales fueron emitidos todos los lunes y martes a las 20:00 (dos episodios).

## Música
El soundtrack de la serie estuvo conformado por siete canciones:
| No. | Artista (as)           | Canción                                                           | Notas |
| --- | ---------------------- | ----------------------------------------------------------------- | ----- |
| 1   | Duan Liyang            | "Come Closer (独唱版)"                                            |       |
| 2   | Duan Liyang y Gu Landi | "Come Closer (独唱版)"                                            |       |
| 3   | Li Sha Min Zi          | "Xi Huan Ni Shi Feng Hao Tian (喜欢你时风好甜)"                   |       |
| 4   | Liu Si Han             | "Cuo De Ren (错的人)"                                             |       |
| 5   | Liu Si Han             | "Feng Zhi Hua (风之画)"                                           |       |
| 6   | Ding Xiang             | "Bie Shuo Zai Jian (别说再见)"                                    |       |
| 7   | Chun Yin Le            | "Xi Huan Ni Shi Feng Hao Tian Pian Tou Qu (喜欢你时风好甜片头曲)" |       |

## Producción
La serie fue dirigida por Zhang Li Chuan, quien contó con el apoyo de los guionistas Wu An Jun, Xi Xiao Qin y Jian Bai.
Mientras que la producción estuvo en manos de Chang Bin, Liu Ping Ping y Xu Yang Dong.
Contó con el apoyo de las compañías productoras "Tencent Penguin Pictures", "Huayi Brothers Media" y "Skylimit Culture, Canwell".